# Emmanuele Melisurgo
Emmanuele Melisurgo (Bari, 19 giugno 1809 – Torre del Greco, 1867) è stato un ingegnere italiano, imprenditore, costruttore di ferrovie.

## Biografia
Ancora bambino fu portato a Napoli dai genitori. Studiò con profitto alla Regia Accademia di belle arti di Napoli. Dal 1831 in poi fu per molti anni in Inghilterra e in Francia e durante tali soggiorni conobbe J. Pook, banchiere e D. Nuñes Carvalho, direttore della ferrovia Galway-Ennis. Nel 1836 sposò Rosa Gardella e da essa ebbe il figlio Giulio.
Costituita una società con Pook e Carvalho, il 15 agosto 1845, presentò al governo napoletano il progetto per la costruzione di una ferrovia, tra le sponde tirrenica e adriatica del regno, che partendo da Napoli, avrebbe toccato Avellino, Ariano, Lucera, Foggia, Canosa, Barletta e Bari giungendo a Brindisi. Da Brindisi si sarebbero staccate delle diramazioni. Erano poi previsti anche collegamenti con Abruzzo, Calabria e Sicilia. Il progetto sarebbe stato finanziato dai privati senza alcun onere finanziario per lo Stato.
Il re Ferdinando II di Borbone aggiunse altre richieste quali, tariffe più basse di quelle proposte, trasporto gratuito dei militari acconsentendo inoltre alla sola concessione per la linea per le Puglie e riservandosi il diritto di poter rilasciare altre concessioni ad altri soggetti su percorsi paralleli. Il decreto di concessione della Napoli-Barletta fu emanato il 2 marzo 1846 e prevedeva la possibilità di prolungamento a Otranto.
Ma poco tempo dopo scoppiarono i moti del 1848 che, uniti alla difficoltà di reperire finanziamenti in Inghilterra, provocarono il blocco dell'opera.
Il Melisurgo sposò la causa di coloro che richiedevano la costituzione fondando, il 18 marzo, il giornale satirico L'Arlecchino. Il 15 maggio, durante la repressione, la sede venne assaltata da soldati svizzeri che lo ferirono con una sciabolata al capo. Arrestato rischiò la fucilazione come sovversivo ma riuscì a salvarsi. In seguito ad altre iniziative editoriali subì la condanna a sei anni di carcere ma fuggì in Inghilterra.
Fece ritorno nel 1853 perché era venuto a conoscenza del fatto che Ferdinando II aveva deciso la costruzione della linea ferroviaria da lui proposta nel 1845 ma a spese dello Stato con possibilità di compartecipazione dei privati: l'inizio dei lavori era fissato per il 1º marzo 1853. Stante tuttavia l'onerosità del progetto, a giudizio del governo, il Melisurgo si propose come costruttore di una tratta, la Foggia-Bari, con finanziamento a carico di una società privata. L'offerta fu respinta ma un successivo decreto reale del 16 aprile 1855, gli concesse la costruzione e l'esercizio della intera ferrovia da Napoli a Brindisi. 
Melisurgo costituì quindi una società in accomandita prevedendo l'emissione di 220.000 azioni da 100 ducati ciascuna. Il consiglio di amministrazione della società stipulò poi un accordo con i Rothschild per la vendita delle azioni all'estero.
L'inaugurazione dei lavori avvenne l'11 marzo 1856, ma vi furono molte interferenze governative che ne ritardarono l'inizio; inoltre nel 1859 furono date concessioni ad una società costituita da Gustave Delahante e altri soci per la costruzione di una ferrovia che congiungesse il Tronto, (sul versante adriatico) via Foggia con Taranto e Napoli; da Foggia sarebbe partita la diramazione per Bari, Lecce, Otranto. L'idea del governo Borbonico era quella di collegare il vasto territorio del regno con la capitale Napoli.
Le proteste di Melisurgo furono ignorate da Ferdinando II che dispose anzi che i lavori a lui affidati iniziassero da Bari verso Foggia, rimandando i collegamenti tra Napoli e Sanseverino. Il 15 novembre 1856 Melisurgo aveva versato allo Stato la seconda rata della cauzione, per non decadere dalla concessione, ma molti azionisti non pagarono le rate successive provocando lo stallo dei lavori fino al 1860 e l'inutilizzo di molti materiali giunti dall'Inghilterra stoccati nei magazzini a Napoli. Il 24 agosto 1860 il ministero costituzionale di Francesco II concesse alla società Gustave Delahante & Cie molte delle tratte ferroviarie in questione ma la caduta dei Borbone comportò anche la rottura della convenzione con la società del Delahante.
Nel settembre 1860, Giuseppe Garibaldi, insediatosi quale prodittatore a Napoli dispose che tutto il programma di costruzioni fosse affidato alla società Adami e Lemmi di Livorno; il 13 ottobre emanò il relativo decreto annullando di fatto la concessione alla Melisurgo e C. anche se molti lavori erano a buon punto e tutte le gallerie e i ponti erano già stati costruiti e lasciando aperta di facoltà di subconcessione alla società Delahante. Il Melisurgo proseguì invano nel tentativo di riprendere almeno in parte quanto era stato oggetto dei suoi diritti di concessione; fu anche costretto a difendersi dall'accusa di avere realizzato solo in minima parte quanto previsto.
Il figlio Giulio, nel 1863 entrò nella Società delle strade ferrate meridionali, che con la legge 21 agosto 1862, n. 763, era divenuta la concessionaria di buona parte delle tratte ferroviarie concesse in precedenza al padre; assistito da Francesco Crispi come avvocato, continuò le azioni giudiziarie seguite alla mancata realizzazione dell'intera linea ferroviaria delle Puglie. Emmanuele Melisurgo morì a Torre del Greco nel 1867.